# Mihai Ghiur
Mihai Ghiur (n. 28 noiembrie 1933, Ismail, Basarabia -d.19 ianuarie 2023, București) a fost un medic chirurg român și profesor consultant la Facultatea de Medicină din cadrul Universității Titu Maiorescu din București.
Biografie
Mihai Ghiur s-a născut în Ismail-Tașbunar, Basarabia și a urmat Facultatea de Medicină la Universitatea Medico-Farmaceutică "Carol Davila" din București, pe care a absolvit-o în 1962. In 1960 devine extern prin concurs la Spitalul “Sf. Maria” și “Brâncovenesc” din București, iar în 1962 intern la Spitalele “Floreasca” și “Colțea”, conduse de renumiții profesori Ion Țurai și Țețu. 
A realizat peste 35.000 de operații, reprezentând o importantă experiență unde au fost practicate toate tipurile de intervenții: pe stomac, intestin subțire, colon, rect, ficat și pancreas.
Scurt istoric
În 1965, devine medic secundar de chirurgie și lucrează efectiv la Spitalul Clinic de Urgență “Floreasca”, unde își începe cariera chirurgicală. La numai patru ani de la terminarea specializării, în 1969, devine specialist de chirurgie, iar în 1980, medic primar chirurg, obținând Diploma de Doctor în Medicină în cadrul Universității Carol Davila din București. Îndrumătorul tezei de Doctorat a fost Prof. Dr. Dan Rădulescu, șeful Clinicii de Chirurgie “Prof. Dr. I. Juvara” de la Spitalul Cantacuzino. Conform Ord. MS 2024/1969 este trimis la Spitalul din Târgoviște și Pucioasa, unde va organiza funcționalitatea serviciilor de chirugie, ca medic director. În 1978, prin Ord. MS, prof. dr. Eugen Proca, este readus în Clinica de Chirurgie a Spitalului Brâncovenesc, condusă de prof. dr. Florian Mandache. Obține competența în chirurgia de urgență. 
După demolarea Spitalului Brâncovenesc în 1983, clinica de chirurgie este transferată la Spitalul CFR2. Aici, prof. dr. Mihai Ghiur devine în 1985 șef de secție și înființează un nucleu de chirurgie toracică. 
Devine prin concurs profesor de chirurgie la Facultatea de Stomatologie a Universității Titu Maiorescu. 
Împreuna cu profesorul Burlibașa de la Facultatea de Stomatologie UMF Carol Davila este coordonator al stagiului de chirurgie în pregătirea rezidenților de stomatologie.
Lucrări publicate, realizări în domeniul tehnicii chirurgicale, contribuții
•	"Scintigrama în chirurgia tiroidei"
•	"Anastomoza colo-anală fără sutură în chirurgia rectului"
•	"Diagnosticul unei hematurii”
•	"Fiziopatologia șocului”
A editat următoarele cărți de specialitate:
•	“Ghid elementar de tehnici chirurgicale”- Ed. Litera, 1982
•	“Proctologie practică”- Ed. Național, 1999
•	“Leziunile radice ale tractului digestiv subdiafragmatic” - Ed. Național, 1999.
În cadrul activității didactice, elaborează monografiile:
•	“Chirurgie generală și ortopedie”, Ed. Semne, 2001
•	“Îndrumător pentru stagiul de chirurgie”-Ed. Semne, 2000.
A publicat și în “Journal de Chirugie” și in “Archives de l’Union Balkanique” (Considerations sur le lithiase recidivée des voies biliaires extrahepatiques).
Premii, distincții
•	Premiu la “Congresul Chirurgilor din Moldova” pentru lucrarea “Peritonita gelatinoasă”.
•	Brevet OSIM 1013/1994 pentru lucrarea “ Mezosigmoidopexia în tratamentul volvusului de sigmoid”.
•	Diploma și medalie jubiliară la a 60-a aniversare a Spitalului de Urgență Floreasca (1964).
•	Brevet OSIM 1022/1998 pentru o nouă tehnică de folosire a sacului de eventrație în defectele parietale.
•	Premiat pentru lucrarea “Utilizarea plasei sintetice în chirurgia eventrațiilor” la Congresul Societății Europene de Chirurgie “Eurosurgery” de la Instanbul (2000).
•	Primește titlul “Opera Omnia Chirurgica” și este trecut în “Arborele genealogic al chirurgiei românești” la al XXIV-lea Congres al Societății Române de Chirurgie.
•	Menționat în dicționarul “Who’s Who medical”, ediția în limba engleză
•	Menționat în dicționarul “Personalități Medicale din Țara de Jos a Moldovei”- Nicolae Botezatu
Afilieri la diferite organisme, asociații
•	membru al Societății Române de Chirurgie și al Asociației Medicilor Români (AMR).
•	membru al Societății Europene de Chirurgie “Eurosurgery”.
•	membru al Uniunii Medicale Balcanice.
•	membru fondator și vicepreședinte al Societății Medicilor Scriitori și Publiciști din România.
•	membru în Liga Scriitorilor.
•	membru al Asociației Ziariștilor din România (AZER).
•	membru al Uniunii Mondiale a Medicilor Scriitori (UMEM).
Activitate literară
A publicat ca medic scriitor, trei volume de versuri (“Clipele din zori”, “La cumpăna anilor” și o ediție bilingvă) și un roman autobiografic (“Pribegi în propria țară”). A publicat romanul “Înghețul vine de la Nord-Est” în două volume – volumul al II-lea “Blestemul Brâncovenilor”, opera omnia. De asemenea a publicat două monografii: “Prof. Dr. Florian Mandache, un reprezentant al chirurgiei rectului” și “Dr. C. Andreoiu un maestru în chirurgia generală”.
Crezul de medic chirurg al profesorului Mihai Ghiur apare într-o zicere cu grad de maximă: “actul chirurgical nu este repetarea unei manopere învățate anterior ci se definește ca un act de creație, întrucât chirurgul va fi confruntat mereu cu aspecte patologice inedite. Chirurgia este o profesie mai mult de gândire decât de efort fizic, pentru că chirurgul are ochii în vârful degetelor”.